# Якоруда (ледник)
Ледникът Якоруда (на английски: Yakoruda Glacier) е ледник на остров Гринуич, Антарктика. Той носи името на град Якоруда в България. Дата на одобрение: 4 ноември 2005 г.

## Местонахождение
Разположен е на западните склонове на Дряновски възвишения, на юг от върховете Грийвс, Храбър и Кръч, на запад от хълма Лойди и северно от нунатак Панагюрище и нунатак Керсеблепт. Ледникът се оттича на запад към пролива МакФарлън. Дължината му е 2,5 километра, а ширината 5 километра. От българска страна е картографиран от експедиция „Тангра 2004/2005“.

## Карти
- L.L. Ivanov et al, Antarctica: Livingston Island, South Shetland Islands (from English Strait to Morton Strait, with illustrations and ice-cover distribution), 1:100000 scale topographic map, Antarctic Place-names Commission of Bulgaria, Sofia, 2005
- Л. Иванов. Антарктика: Остров Ливингстън и острови Гринуич, Робърт, Сноу и Смит. Топографска карта в мащаб 1:120000. Троян: Фондация Манфред Вьорнер, 2009. ISBN 978-954-92032-4-0
- Л. Иванов. Карта на остров Ливингстън. В: Иванов, Л. и Н. Иванова. Антарктика: Природа, история, усвояване, географски имена и българско участие. София: Фондация Манфред Вьорнер, 2014. с. 18 – 19. ISBN 978-619-90008-1-6